# 布鲁诺·马里-罗斯
布鲁诺·马里-罗斯（法語：Bruno Marie-Rose，1965年5月20日—），法国男子田径运动员。他曾代表法国参加1984年、1988年和1992年夏季奥林匹克运动会田径比赛，其中1988年奥运会获得一枚铜牌。